# Villez-sur-le-Neubourg
Villez-sur-le-Neubourg ist eine französische Gemeinde mit 233 Einwohnern (Stand: 1. Januar 2022) im Département Eure in der Region Normandie (vor 2016 Haute-Normandie). Die Gemeinde gehört zum Arrondissement Bernay (bis 2017: Arrondissement Évreux) und zum Kanton Le Neubourg. 

## Geografie
Villez-sur-le-Neubourg liegt in Nordfrankreich etwa 30 Kilometer nordwestlich von Évreux. Umgeben wird Villez-sur-le-Neubourg von den Nachbargemeinden Sainte-Opportune-du-Bosc im Norden und Nordwesten, Le Neubourg im Norden und Osten, Épreville-près-le-Neubourg im Süden, Écardenville-la-Campagne  im Südwesten sowie Rouge-Perriers im Westen.

## Bevölkerungsentwicklung
| Jahr                      | 1793 | 1851 | 1886 | 1921 | 1962 | 1968 | 1975 | 1982 | 1990 | 1999 | 2006 | 2013 |
| Einwohner                 | 505  | 362  | 268  | 148  | 203  | 178  | 178  | 199  | 216  | 239  | 284  | 275  |
| Quelle: Cassini und INSEE |      |      |      |      |      |      |      |      |      |      |      |      |

## Sehenswürdigkeiten

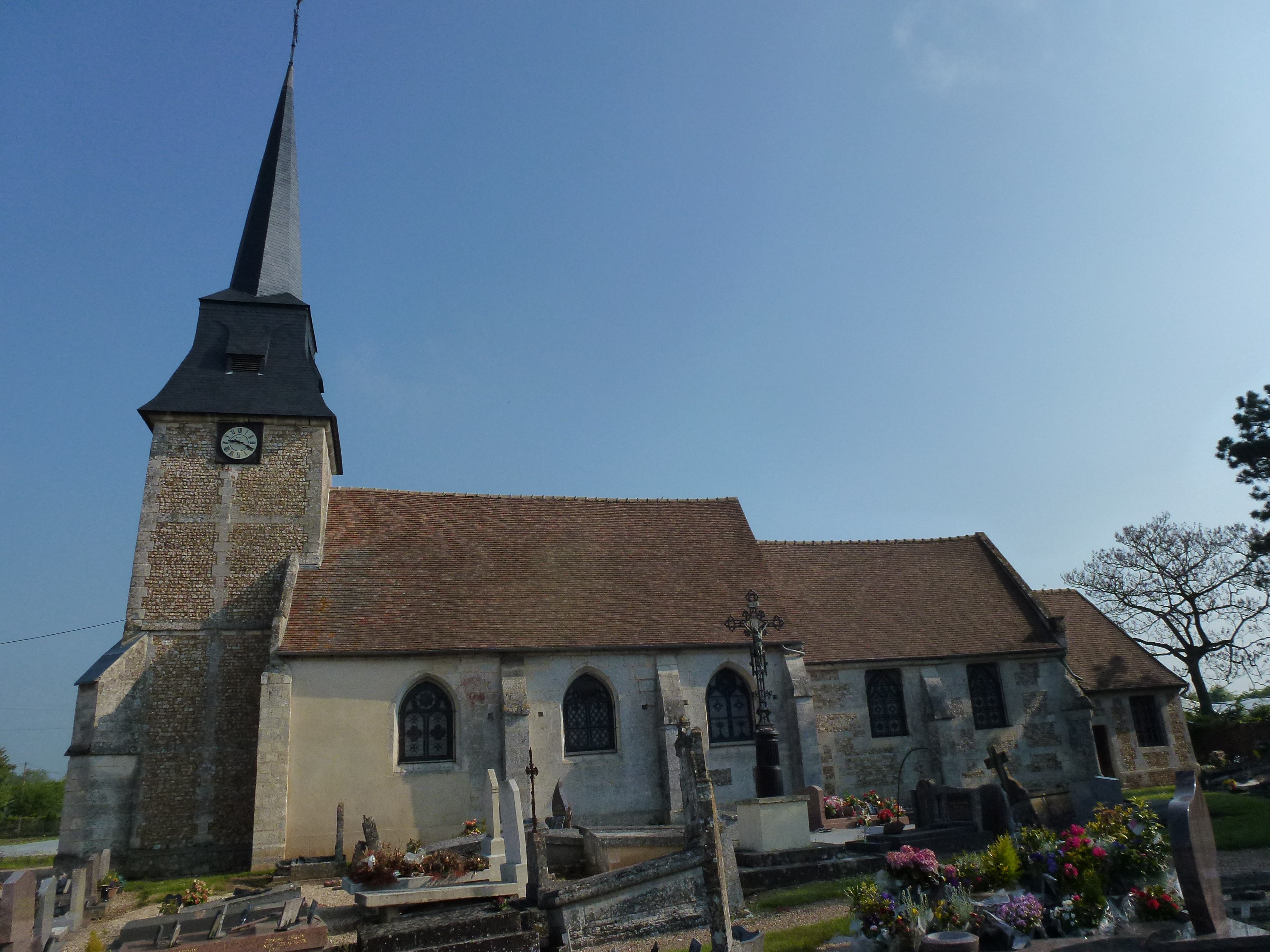
Kirche Sainte-Trinité

- Kirche Sainte-Trinité